# Itavoria aurescens
Itavoria aurescens là một loài ruồi trong họ Tachinidae.